# Lidia Prajer-Janczewska

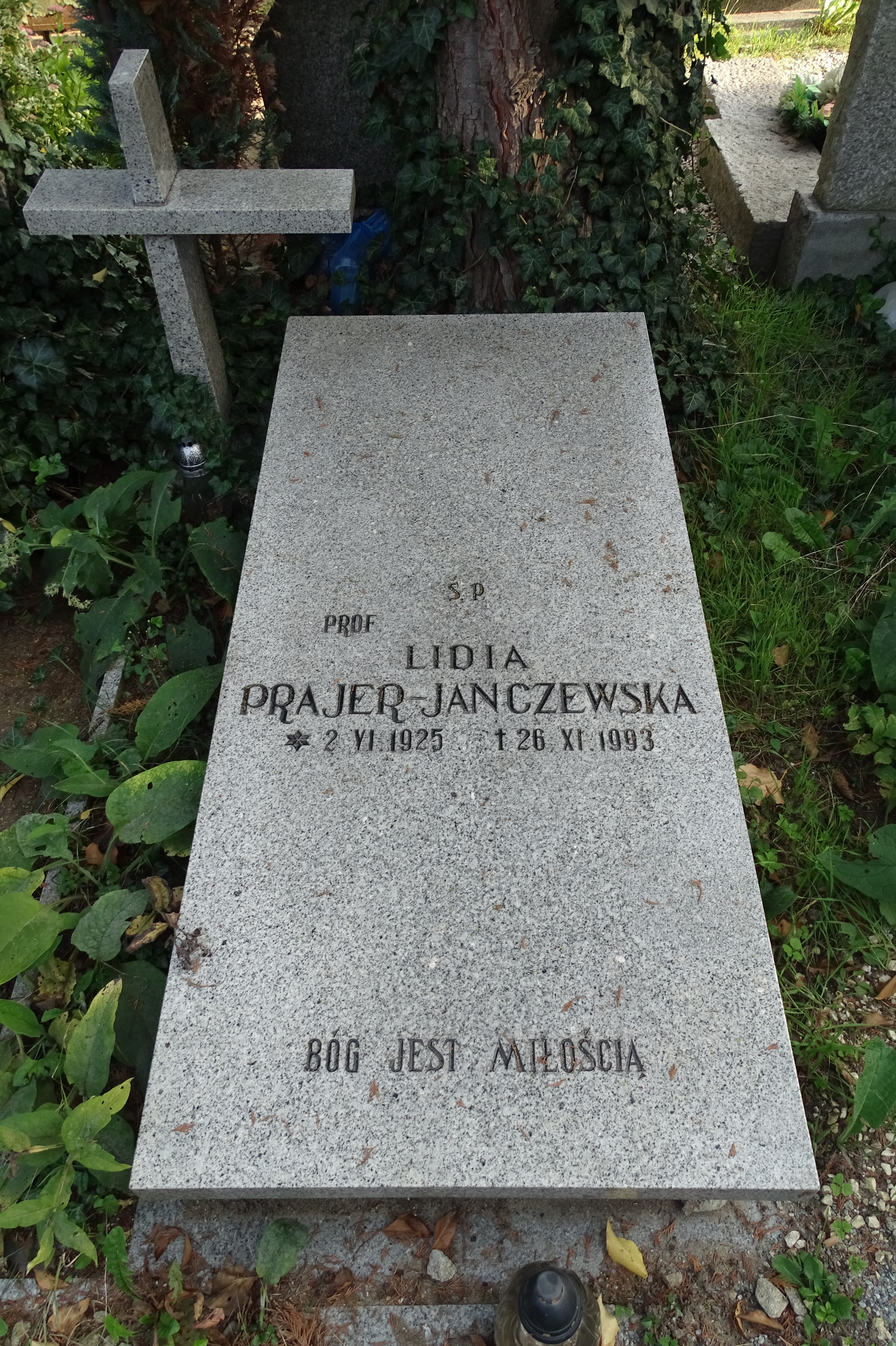
Grobowiec na cmentarzu św. Rodziny we Wrocławiu

Lidia Prajer-Janczewska (ur. 2 czerwca 1925 w Krotoszynie, zm. 26 listopada 1993 we Wrocławiu) – polska chemiczka, wykładowca Uniwersytetu Wrocławskiego, od 1971 do 1979 kierownika zakładu chemii organicznej w Instytucie Chemii UWr. W 1984 otrzymała Odznakę Honorową Polskiego Towarzystwa Chemicznego. Pochowana na cmentarzu św. Rodziny we Wrocławiu.